# Alan B. McElroy
Alan B. McElroy (* Oktober 1960 in Cleveland, Ohio) ist ein US-amerikanischer Drehbuchautor.

## Leben
Nachdem Alan McElroy an der Hawken School graduierte, wollte er ursprünglich Schriftsteller werden, doch er studierte zuvor Psychologie an der Boston University, Miami University und dem Miami's European campus in Luxemburg. Aber kurz nach seinem Abschluss schrieb er ein eigenes Drehbuch anhand eines Artikels aus dem Writer's Digest und zog mit diesem und seiner Frau Kymm nach Los Angeles, wo er als einer von 30 weiteren Schreibern an dem Columbia Pictures Writing Programm teilnahm.
Nachdem er 1988 erstmals am Drehbuch von Halloween IV – Michael Myers kehrt zurück schrieb, war er anschließend an den Drehbüchern weiterer Horror- und Actionfilme wie Spawn, Tekken und The Marine beteiligt. Besonders erfolgreich war die von ihm mit Wrong Turn begründete Filmreihe, an deren jüngster Fortsetzung aus dem Jahr 2021 er auch beteiligt war.

## Filmografie (Auswahl)
- 1988: Halloween IV – Michael Myers kehrt zurück (Halloween 4: The Return of Michael Myers)
- 1989: Todesträume (Murder by Night)
- 1990: 21 Jump Street – Tatort Klassenzimmer (21 Jump Street) (Fernsehserie, 1 Episode)
- 1990: Auf Todesrädern (Wheels of Terror)
- 1992: Rapid Fire – Unbewaffnet und extrem gefährlich (Rapid Fire)
- 1996: Rolling Thunder
- 1997: Spawn
- 2000: Left Behind
- 2001: Layover
- 2002: Ballistic (Ballistic: Ecks vs. Sever)
- 2003: Wrong Turn
- 2006: The Marine
- 2006: Thr3e
- 2010: Tekken
- 2015: The Condemned 2
- 2015: The Marine 4 (The Marine 4: Moving Target)
- 2015–2017: 7 Days (Fernsehserie)
- 2019: Fractured
- 2019–2024: Star Trek: Discovery (Fernsehserie, 8 Episoden)
- 2021: Wrong Turn – The Foundation (Wrong Turn)